# IC 806
IC 806 — галактика типу Sab (компактна витягнута галактика) у сузір'ї Ворон.
Цей об'єкт міститься в оригінальній редакції індексного каталогу.